# ريدينغ يونايتد إيسي
ريدينغ يونايتد ايسي هو فريق كرة قدم أمريكي مقره في ريدينغ بولاية بنسلفانيا. تأسس الفريق عام 1995 ويلعب في الدوري الأمريكي الثاني، المستوى الرابع من كرة القدم الأمريكية.
يلعب النادي مبارياته على ملعبه في ملعب غورسكي في حرم مدرسة ويلسون الثانوية. ألوان النادي هي الأبيض والأسود والذهبي والأزرق الداكن. دخل يونايتد سابقًا في دوري دوري السوبر 20، وهو دوري للاعبين من 17 إلى 20 عامًا.
قبل موسم 2010، كان الفريق يعرف باسم ريدج ريج . في 21 ديسمبر 2009، أعلنت منظمة ريج عن اتفاقها مع اتحاد فيلادلفيا لكرة القدم ليصبح منتسبًا رسميًا ثانويًا في الدوري، وأعيد تسميته باسم ريدينغ يونايتد ايسي على الفور.
ريدينغ يونايتد هو واحد من ثلاثة فرق فقط في تاريخ الدوري الأمريكي الثاني المتأهلة إلى نهائيات الدوري المتتالية - في 2018 و 2019.
حقق الفريق نجاحًا كبيرًا في الترويج للاعبين الهواة إلى صفوف المحترفين، حيث ذهب أكثر من 130 لاعبًا سابقًا للعب بشكل احترافي.

## التاريخ
تم تأسيس نادي ريدينغ يونايتد في أوائل القرن العشرين تحت اسم «نادي جرمانيا» من قبل مجموعة من لاعبي كرة القدم المهاجرين الألمان وعشاق كرة القدم. في 26 أبريل 1926، اندمجت جرمانيا مع ريدينغ ليدركرانز (نادي ريدينغ الألماني)، وأصبح النادي الرياضي رسميا في قسم الرياضة في ريدينغ ليدركرانز.
.

## الاسم والألوان والشارة
الألوان الأساسية لـلنادي هي الأسود والذهبي والأزرق الداكن. يُستمد الأسود والذهبي من ختم ريدينغ المدني وألوان جيرمانيا ليدركرانز، أحد أندية كرة القدم الأصلية في المنطقة. تمثل الازرق والذهبي ألوان ولاية بنسلفانيا التقليدية.
يتضمن شعار النادي قطارًا منمقًا يلمح إلى ريدينج رايلرواي الشهيرة، التي كانت واحدة من أولى خطوط السكك الحديدية في الولايات المتحدة. يحتوي تصوير القطار على كرة قدم محاطة بـ 11 براغي، ترمز إلى 11 لاعبًا في ملعب كرة قدم.
النتوءات هي تكريم لرجل ايرلندي يدعى بول «ارشي» مولان، قائد فريق ريدينج ريج السابق، المدير العام، والمدرب، الذي توفي بسبب السرطان في عام 2000.
«يونايتد» هو تسمية شائعة لكرة القدم تستخدم في الجزر البريطانية وتمثل علاقتها باتحاد فيلادلفيا. الأحرف الأولى من كلمة ايسي تعني «النادي الرياضي»، مما يشير إلى هدف الفريق في توسيع نطاق عمله ليشمل برامج رياضية ولياقة أخرى.

## روابط خارجية
- الموقع الرسمي
- موقع PDL الرسمي